# Lycée Alphonse-de-Lamartine (Sofia)
 (mai 2018).
Si vous disposez d'ouvrages ou d'articles de référence ou si vous connaissez des sites web de qualité traitant du thème abordé ici, merci de compléter l'article en donnant les références utiles à sa vérifiabilité et en les liant à la section « Notes et références ».
Le Lycée Alphonse-de-Lamartine de Sofia (LFAL, en bulgare : 9-та френска езикова гимназия Алфонс дьо Ламартин, ФЕГ) est une école puis un lycée de langue française à Sofia, établi en 1961 sous le nom de 9e école de langue française Georgy-Kirkov. 
Il est nommé en hommage au poète, diplomate et homme politique français Alphonse de Lamartine (1790-1869) qui visita les terres bulgares en 1832.

## Historique

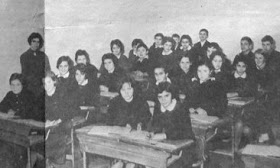
Une des premières classes préparatoires du lycée en 1961

### Les premières années
En 1881, des missionnaires fondent à Lovetch une école de filles américaine, qui gagne peu à peu en popularité et en prestige. En 1927, l’école est devient un collège américain qui délivre des diplômes d'études secondaires. Le collège, jugé vecteur d'une idéologie capitaliste est fermé en 1948.
En 1950, une nouvelle école de langues étrangères est créée. Elle est rendue populaire par le film «Hier». On y étudie le français, l'anglais et l'allemand. En 1956, la classe d'anglais est déplacée à Sofia et l'on y prépare le First English High School. En 1958, la section française s’installe à Varna et devient Le lycée francophone de Varna. En 1960, le lycée germanophone de Sofia est constitué à partir du département allemand et l'année suivante les classes francophones en sont séparées.

### Implantation

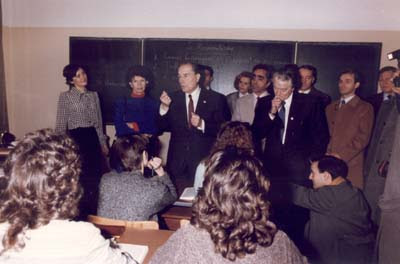
François Mitterrand se promenant dans l'école lors de sa visite en Bulgarie en 1989

Quand il a été fondé en 1961, le lycée francophone était installé, avec le lycée allemand, dans le district de Nadezhda. Pour la rentrée scolaire 1963, il a été déplacé à son bâtiment actuel sur le boulevard du Patriarche Evtmiy dans le centre-ville de Sofia, dans le bâtiment de la 9e école secondaire ordinaire. La dernière année du lycée ordinaire a pris fin en 1965 et le lycée est devenu purement linguistique. Des cours de langue espagnole ont également été ouverts en 1977, mais en 1991, ils ont donné naissance à une nouvelle école de langue espagnole Miguel de Cervantes.
En 1976, le lycée a reçu l’ordre de Cyrille et Méthode et en 1977 il a été accepté comme une école associée à UNESCO. Lors de sa visite historique en Bulgarie en 1989, le président français François Mitterrand a visité le lycée, où il est resté plus longtemps que prévu, en violation du protocole.

## Éducation
Le lycée Alphonse-de-Lamartine a établi des traditions et une grande autorité dans la formation en langue française. L'apprentissage intensif des langues se fait sur un programme qui comprend 20 heures hebdomadaires de français en année préparatoire et de 6 à 8 heures de 9e à 12e classe. Les matières d'histoire, de géographie, de biologie, de physique, de chimie et de philosophie sont enseignées en français. Les diplômés de l'école peuvent s'inscrire dans une université française sans examen de langue.
Au cours des cinq années d'études, la littérature et la culture françaises sont étudiées de manière extensive et chronologique dans tous leurs genres.

### Certificats linguistiques
L'école est le plus grand centre d'examen du DELF en Bulgarie, compte tenu du grand nombre d'étudiants et de candidats. La certification a été introduite en 2007 par une convention signée entre le ministère bulgare de l'éducation et des sciences et l'Institut français de Sofia et est renouvelée tous les trois ans.
Tous les enseignants du lycée sont des examinateurs accrédités par le CIEP, cela garantit le haut niveau d'enseignement de la langue.
Le nombre total d'étudiants inscrits aux examens A2, B1 et B2 du DELF au Centre d'examen du lycée Lamartine de 2007 à 2017 est de près de 4 800 candidats.
Le lycée a obtenu le LabelFrancÉducation délivré par le ministère français de l'Éducation nationale.

## Traditions
La devise de l'école est « Ça ira puisque nous sommes ensemble ! » La continuité est très importante - plus de la moitié des enseignants du lycée sont d'anciens diplômés. Dans les années qui suivent la fondation du lycée, la langue française devient moins populaire que les autres langues occidentales - sa période forte est le début du XXe siècle. Cependant, la concurrence est forte pour s'inscrire au lycée Lamartine. L'incitation à postuler est largement due au prestige et aux traditions de l'école.

### L’art
Le lycée a établi des traditions dans le théâtre. Chaque année, il prépare et exporte une pièce de théâtre sur différentes pièces d'auteurs classiques français. L'école a un chœur.
Des cours de photographie ont récemment été pratiqués, il y a beaucoup d'expositions sur les murs de l'école.

### Le sport
Les équipes de volleyball et de basketball du lycée participent à la prestigieuse Coupe Claris, qui réunit les lycées élitistes de Sofia et l'équipe de football participe à la ligue bulgare de football scolaire. L'école propose également des activités sportives telles que le ski, le tennis, la natation, le tennis de table, les échecs.

### Relations internationales
Le lycée organise des échanges éducatifs et culturels avec des écoles de langue française d'Europe, notamment le Lycée Gerson à Paris, le Collège Claparède à Genève, le Lycée Jacques-Decour à Paris, le Lycée Jean-Pierre-Vernant à Sèvres et bien d'autres. Les projets de l'école sont soutenus par l'Institut français de Sofia.

## Enseignants
Le lycée Lamartine emploie des professeurs expérimentés et hautement qualifiés. Son équipe est composée de près de 70 enseignants au total. Beaucoup d'entre eux sont des auteurs de manuels et d'aides scolaires, ils lisent des conférences et enseignent à l'Université de Sofia et dans d'autres universités. Une partie des professeurs de français sont des locuteurs natifs.

## Programme des études
| Classe | Langues étrangères   | Profils                       | Terme d’instruction | Ref.  |
| ------ | -------------------- | ----------------------------- | ------------------- | ----- |
| А      | Français et anglais  | La langue bulgare et histoire | 5 années            | [ 1 ] |
| Б      | Français et anglais  | Mathématiques et informatique | 5 années            | [ 2 ] |
| В      | Français et anglais  | Chimie et biologie            | 5 années            | [ 3 ] |
| Г      | Français et espagnol | La langue bulgare et histoire | 5 années            | [ 4 ] |
| Д      | Français et espagnol | Mathématiques et informatique | 5 années            | [ 5 ] |
| Е      | Français et espagnol | Mathématiques et géographie   | 5 années            | [ 6 ] |
| Ж      | Français et allemand | La langue bulgare et histoire | 5 années            | [ 7 ] |

## Infrastructure informatique
Le lycée relève le défi de combiner le traditionnel et le nouveau - expérimentant, innovant et répondant aux besoins de la nouvelle génération d'étudiants. Les efforts de plusieurs années de l'équipe du lycée dans cette direction ont aidé à construire une infrastructure informatique interne, avec l'introduction de nouvelles générations de systèmes informatiques et de tablettes en faisant partie. La modernisation du réseau internet, les pages web de données centralisées, l'apprentissage en ligne, l'application d'outils multimédias au service des salles d'étude sont également inclus.

## Anciens élèves
- Dimiter Tzantchev - diplomate bulgare, ambassadeur, représentant permanent de la Bulgarie auprès de l'Union européenne, représentant permanent aux Nations unies à Genève, ancien vice-ministre des affaires étrangères
- Ivaïlo Kalfin - ancien député européen, ancien vice-Premier ministre, ministre des Affaires étrangères (2005 - 2009), ministre du Travail et de la Politique sociale (2014 - 2016)
- Iliana Iotova - ancienne députée européenne, vice-présidente de la Bulgarie (2017-)
- Carla Rahal - actrice
- Marin Raïkov - diplomate, Ambassadeur à Paris et à Rome, Cabinet du Premier ministre (2013), Vice-ministre des Affaires étrangères
- Nadezhda Neynsky - ministre des Affaires étrangères (1997 - 2001), députée européenne (2009 - 2014), Ambassadrice en Turquie
- Radan Kanev - homme politique, président de DSB
- Roumen Zahariev- Premier bulgare Expert-Démographe. Haut-fonctionnaire d'etat francais. Creation et présidence de l'Observatoire National de la Démographeie des professions de santé  (ONDPS).
- Rouja Lazarova - auteur
- Silvia Lulcheva - actrice
- Slavi Binev - homme politique, député à l'Assemblée nationale XLIII, ancien député européen (2007 - 2014), athlète et homme d'affaires
- Stefan Tafrov - diplomate, vice-ministre des Affaires étrangères, Ambassadeur en Italie, Grande-Bretagne et France, représentant permanent de la Bulgarie auprès des Nations unies, Chevalier de l'Ordre de la Légion d'honneur